# DayZ (gra komputerowa)
DayZ – gra komputerowa z gatunku survival horror MMO o otwartym świecie, wyprodukowana przez Bohemia Interactive. Gra jest osobną produkcją obok modyfikacji pod tym samym tytułem, stworzonej na potrzeby serii Arma. 16 grudnia 2013 wydano wersję alfa na system Microsoft Windows za pośrednictwem platformy Steam.

## Świat gry
Rozgrywka ma miejsce w fikcyjnym postapokaliptycznym państwie postradzieckim Czarnoruś, gdzie rozprzestrzenił się nieznany wirus, zmieniając większość ludności w brutalnych zombie. Zadaniem gracza jest przemierzanie tego świata w celu poszukiwania żywności, wody, broni i środków medycznych. Tym samym gracz musi unikać lub zabijać zombie, ale również innych graczy, jeśli trzeba, starając się przetrwać apokalipsę.

## Faza produkcji
Prace nad DayZ rozpoczęły się w 2012, kiedy twórca moda DayZ, Dean Hall, dołączył do Bohemia Interactive. Prace skoncentrowały się na zmianie silnika do potrzeb nowej gry, wprowadzeniu nowych funkcji, takich jak choroby czy lepszy system inwentarza zebranych przedmiotów. Od czasu premiery wersji alfa do stycznia 2015 gra została sprzedana w ponad 3 mln egzemplarzy. W 2014 na targach Gamescom ogłoszono, że DayZ pojawi się również na PlayStation 4.
Redakcja magazynu PC Gamer UK w 2015 roku przyznała grze 52. miejsce na liście najlepszych gier na PC.
Twórcy gry 28 listopada 2017 roku w opublikowanym przez siebie raporcie zapowiedzieli, że planują przejść w fazę Beta (wersja 0.63) na początku 2018 roku, a następnie będą pracować nad opuszczeniem programu Early Access na platformie Steam. Będzie się to wiązać z premierą gry w wersji 1.0, nie oznacza to jednak zaprzestania prac nad produktem.